# Честер (Техас)
Честер (англ. Chester) — місто (англ. town) в США, в окрузі Тайлер штату Техас. Населення — 270 осіб (2020).

## Географія
Честер розташований за координатами 30°55′17″ пн. ш. 94°36′0″ зх. д. / 30.92139° пн. ш. 94.60000° зх. д. (30.921319, -94.600096).  За даними Бюро перепису населення США в 2010 році місто мало площу 4,08 км², уся площа — суходіл.

## Демографія
Згідно з переписом 2010 року, у місті мешкало 312 осіб у 117 домогосподарствах у складі 91 родини. Густота населення становила 76 осіб/км².  Було 154 помешкання (38/км²).
Расовий склад населення:
| - 95,8 % — білих - 1,3 % — чорних або афроамериканців - 0,3 % — корінних американців - 1,6 % — осіб інших рас |

До двох чи більше рас належало 1,0 %. Частка іспаномовних становила 3,8 % від усіх жителів.
За віковим діапазоном населення розподілялося таким чином: 25,3 % — особи молодші 18 років, 59,6 % — особи у віці 18—64 років, 15,1 % — особи у віці 65 років та старші. Медіана віку мешканця становила 39,0 року. На 100 осіб жіночої статі у місті припадало 91,4 чоловіків;  на 100 жінок у віці від 18 років та старших — 91,0 чоловіків також старших 18 років.
Середній дохід на одне домашнє господарство  становив 51 445 доларів США (медіана — 37 375), а середній дохід на одну сім'ю — 59 087 доларів (медіана — 50 417). Медіана доходів становила 61 250 доларів для чоловіків та 30 625 доларів для жінок. За межею бідності перебувало 29,7 % осіб, у тому числі 36,1 % дітей у віці до 18 років та 31,6 % осіб у віці 65 років та старших.
Цивільне працевлаштоване населення становило 102 особи. Основні галузі зайнятості: освіта, охорона здоров'я та соціальна допомога — 41,2 %, будівництво — 17,6 %, сільське господарство, лісництво, риболовля — 12,7 %, роздрібна торгівля — 8,8 %.